# Rettenbach am Auerberg
Rettenbach am Auerberg là một đô thị ở Ostallgäu bang Bayern thuộc nước Đức.